# 岩戸 (横須賀市)
岩戸（いわと）は神奈川県横須賀市の町名。現行行政地名は岩戸一丁目及び岩戸五丁目。住居表示実施区域。面積は0.980km2。

## 地価
住宅地の地価は、2023年（令和5年）1月1日の公示地価によれば、岩戸3-4-3の地点で8万1000円/m2となっている。

## 沿革
- 1974年（昭和49年）4月1日 - 岩戸小学校が開校。
- 1975年（昭和50年）3月1日 - 現在の1 - 4丁目と5丁目の一部で住居表示が実施される[4]。
- 1987年（昭和62年）4月1日 - 岩戸中学校が開校。
- 1996年（平成8年）11月5日 - 長沢から現在の5丁目の一部として編入し、住居表示が実施される[4]。
- 2008年（平成20年）3月 - 神奈川県立岩戸高等学校が閉校。
- 2010年（平成22年）4月 - 岩戸高校の跡地に神奈川県立岩戸養護学校が開校する。

## 世帯数と人口
2023年（令和5年）4月1日現在（横須賀市発表）の世帯数と人口は以下の通りである。
| 丁目       | 世帯数    | 人口    |
| ---------- | --------- | ------- |
| 岩戸一丁目 | 469世帯   | 952人   |
| 岩戸二丁目 | 479世帯   | 1,072人 |
| 岩戸三丁目 | 936世帯   | 2,116人 |
| 岩戸四丁目 | 670世帯   | 1,523人 |
| 岩戸五丁目 | 651世帯   | 1,488人 |
| 計         | 3,205世帯 | 7,151人 |

### 人口の変遷
国勢調査による人口の推移。
| 年                 | 人口  |
| ------------------ | ----- |
| 1995年（平成7年）  | 8,220 |
| 2000年（平成12年） | 7,935 |
| 2005年（平成17年） | 7,729 |
| 2010年（平成22年） | 7,511 |
| 2015年（平成27年） | 7,311 |
| 2020年（令和2年）  | 7,049 |

### 世帯数の変遷
国勢調査による世帯数の推移。
| 年                 | 世帯数 |
| ------------------ | ------ |
| 1995年（平成7年）  | 2,545  |
| 2000年（平成12年） | 2,636  |
| 2005年（平成17年） | 2,731  |
| 2010年（平成22年） | 2,777  |
| 2015年（平成27年） | 2,818  |
| 2020年（令和2年）  | 2,849  |

## 学区
市立小・中学校に通う場合、学区は以下の通りとなる（2022年3月時点）。
- 丁目、番・番地等 : 一丁目〜五丁目、各全域
  - 小学校 : 横須賀市立岩戸小学校
  - 中学校 : 横須賀市立岩戸中学校

## 事業所
2021年（令和3年）現在の経済センサス調査による事業所数と従業員数は以下の通りである。
| 丁目       | 事業所数  | 従業員数 |
| ---------- | --------- | -------- |
| 岩戸一丁目 | 31事業所  | 242人    |
| 岩戸二丁目 | 13事業所  | 92人     |
| 岩戸三丁目 | 27事業所  | 201人    |
| 岩戸四丁目 | 19事業所  | 85人     |
| 岩戸五丁目 | 19事業所  | 312人    |
| 計         | 109事業所 | 932人    |

### 事業者数の変遷
経済センサスによる事業所数の推移。
| 年                 | 事業者数 |
| ------------------ | -------- |
| 2016年（平成28年） | 115      |
| 2021年（令和3年）  | 109      |

### 従業員数の変遷
経済センサスによる従業員数の推移。
| 年                 | 従業員数 |
| ------------------ | -------- |
| 2016年（平成28年） | 671      |
| 2021年（令和3年）  | 932      |

## 主な施設
- 横須賀市立岩戸小学校
- 横須賀市立岩戸中学校
- 横須賀市立養護学校
- 神奈川県立岩戸養護学校
- 横須賀岩戸郵便局
- 満願寺

## 交通

### 鉄道
町内を通過する鉄道は存在しない。最寄り駅は京急久里浜線の北久里浜駅、京急久里浜駅、YRP野比駅もしくはJR横須賀線の久里浜駅である。

### バス
京浜急行バスが乗り入れている。発着する路線の詳細は岩戸線を参照。
- 京浜急行バス：岩戸町内会館 , 岩戸二丁目 , 岩戸 , 岩戸支援学校

### 道路
東側に県道27号線が縦貫している。また、横浜横須賀道路の佐原ICも近い。

## その他

### 日本郵便
- 郵便番号 : 239-0844[2]（集配局 : 久里浜郵便局[15]）。